# Духовници (ТВ емисија)
Духовници је српска ток-шоу телевизијска емисија чији је аутор и водитељ био Веља Павловић. Серијал Агапе почео је 1992. године на телевизији Студио Б, да би затим прешао на РТВ1.
Емисија је обрађивала тему духовног живота, тј. живота у складу са православном вером. Део серијала објављен је у ДВД формату.

## Формат
Емисија траје око сат времена. Павловићеви гости, између осталих, били су и академик Владета Јеротић, драмски писац Аца Поповић, Циле Маринковић, Предраг Ејдус, Светислав Басара, Ирфан Менсур и многи други.